# 2017
| 2017                                                         |
| ------------------------------------------------------------ |
| Dødsfald - Fødsler                                           |
| • Begivenheder • Film • Litteratur • Musik • Politik • Sport |

| Gregoriansk kalender | 2017 MMXVII             |
| Ab urbe condita      | 2770                    |
| Armensk kalender     | 1466 ԹՎ ՌՆԿԶ            |
| Kinesiske kalender   | 4713 – 4714 丙申 – 丁酉 |
| Etiopisk kalender    | 2009 – 2010             |
| Jødisk kalender      | 5777 – 5778             |
| Hindukalendere       |                         |
| - Vikram Samvat      | 2072 – 2073             |
| - Shaka Samvat       | 1939 – 1940             |
| - Kali Yuga          | 5118 – 5119             |
| Iransk kalender      | 1395 – 1396             |
| Islamisk kalender    | 1439 – 1440             |

2017 (MMXVII) begyndte på en søndag. Påsken faldt dette år den 16. april.
Regerende dronning i Danmark: Margrethe 2. 1972-2024
Se også 2017 (tal)

## Begivenheder

### Januar
- 1. januar - Et skyderi på en natklub finder sted i Istanbul under nytårsfejringerne.
- 1. januar - Mangeårig socialdemokratisk borgmester i Odense Anker Boye, træder tilbage som borgmester efter næsten 20 år på posten. Han overlader posten til partifællen Peter Rahbæk Juel.
- 1. januar - Ved nytårskoncerten dirigerer den yngste dirigent nogensinde. Gustavo Dudamel er 35 under ledelsen af de verdensberømte Wiener Philharmonikere.
- 1. januar - Malta overtager formandskabet for Rådet for Den Europæiske Union efter Slovakiet.
- 1. januar - António Guterres overtager posten som generalsekretær for FN, da Ban Ki-moons embedsperiode udløb i slutningen af 2016.
- 12. januar – Leonidas Kavakos modtager Léonie Sonnings Musikpris
- 20. januar - Forretningsmanden Donald Trump indsættes som USA's 45. præsident efter sin forgænger Barack Obama.
- 21. januar - Aarhus fejrer åbningen som europæisk kulturhovedstad 2017.
- 29. januar - Ved et masseskyderi i moske i Quebec dør 6 og 19 bliver såret.

### Februar
- 11. februar - Måneformørkelse.[1]
- 26. februar - Solformørkelse.[hvor?]

### Marts
- 22. marts – Storbritannien bliver ramt af terror: en bil kører ind i fodgængere ved Westminster Bridge, og føreren fortsætter med knivstikkeri ved parlamentsbygningen, for derefter at blive skudt af en betjent.

### April
- 3. april - Rusland bliver ramt af terror i Sankt Petersborg, hvor en bombe springer i en metro.
- 7. april - Sverige bliver ramt af terror i Stockholm, da en mand kører bevidst en lastbil ind i en menneskemængde ved indkøbscenteret Åhléns.
- 16. april - Tyrkiet afholder folkeafstemning om ændring af landets forfatning og stemmer ja

### Maj
- 6. maj - Frankrig forbyder modeller at tjene penge på modeljob, hvis de ikke lever op til en af myndighederne bestemt BMI
- 9. maj – FBI-chef James Comey fyres af præsident Donald Trump. Ikke siden 1993 er chefen for FBI blevet fyret.
- 14. maj - Emmanuel Macron indsættes som Frankrigs 35. præsident efter sin forgænger François Hollande
- 21. maj - det amerikanske omrejsende cirkus Ringling Bros. and Barnum & Bailey lukker efter 146 år
- 22. maj - England bliver ramt af terror i Manchester ved afslutningen af en Ariana Grande-koncert.
- 28. maj – Messemotorvejen (sekundærrute 502) mellem Snejbjerg - Sinding åbner for trafik. Med åbningen af motorvejen den 28. maj 2017, er Herning den første by i Danmark med en komplet fuldendt højklasse ringvej, som motorvej og motortrafikvej rundt omkring byen.[2]

### Juni
- 3. juni - London rammes af terror hvor adskillige mennesker bliver dræbt.
- 10. juni - Åbningen af Expo 2017 i Astana i Kasakhstan.
- 14. juni - Branden i Grenfell Tower.
- 18. juni - En voldsom skovbrand rammer Portugal og dræber 64 mennesker.
- 27. juni - Facebook runder 2 milliarder månedlige brugere på verdensplan.

### Juli
- 21. juli - et jordskælv rammer Det Ægæiske Hav med en styrke på 6,7 Mw.

### August
- 4. august - Donald Trump meddeler FN at USA vil forlade Parisaftalen.
- 17. august - Et angreb finder sted i Barcelona på Ramblaen nær Plaça de Catalunya, hvor en varebil kører ind i en menneskemængde med flere dræbte og sårede til følge.
- 18. august - Ringvej Syd mellem Horsens V sekundærrute 451 og Horsens Ø primærrute 52 åbner for trafik.
- 21. august - USA dækkes af en solformørkelse.
- 25. august - (26. august dansk tid) - Orkanen Harvey går i land nord for Corpus Christi i Texas, USA med op til 59 m/s
- 28. august - udvidelsen af Køge Bugt Motorvejen E20/E47/E55 mellem Solrød S og Køge fra 6 til 8 spor er færdig
- 29. august - polsk svømmer Sebastian Karaś svømmede over Østersøen fra Kołobrzeg (Polen) til Bornholm uden at forlade vandet som den første i historien (afstand 100 km, ca. 30 timer)

### September
- 11. september - Orkanen Irma rammer USA.
- 15. september - en bombe blev sprængt ved Parsons Green i London.
- 19. september - et kraftigt jordskælv slår over 149 mennesker ihjel i Mexico.

### Oktober
- 1. oktober - ved en folkeafstemning i Catalonien, stemmer 90% for uafhængighed fra Spanien. Den spanske regering og højesteret kalder afstemningen ulovlig og forfatningsstridig.[3][4]
- 1. oktober - et voldsomt masseskyderi finder sted i Las Vegas i USA hvor 59 mennesker bliver dræbt.
- 24. oktober - Hønsinge Omfartsvej sekundærrute 225 mellem Hønsinge og Vig åbner for trafik.[5]
- 25. oktober - Anne Mee Allerslev annoncerer, at hun trækker sig fra politik
- 27. oktober - Ring Syd O2 mellem Ring Øst O2 / Ny Præstøvej sekundærrute 265 og Vordingborgvej primærrute 22 åbner for trafik. Med åbningen af sidste del af omfartsvejen 27. oktober 2017 har Næstved en komplet ringvej rundt omkring byen.[6]

### November
- 2. november - Forlængelsen af Nordre Ringvej O2 mellem Vilhelmsborgvej og Nordre Ringvej O2 og mellem Nordre Ringvej O2 og Hjermvej åbner for trafik.[7]
- 6. november - Robert Mugabes afskedelse af vicepræsident Emmerson Mnangagwa udløser en politisk krise i Zimbabwe.[8]
- 21. november - Vulkanen Agung går i udbrud.
- 27. november - Holstebromotorvejen primærrute 18 mellem Sinding og Tvis åbner for trafik.[9]

### December
- 17. december - Frankrig vinder VM i håndbold for kvinder med en finalesejr over Norge.[10]
- 18. december - Nordhavnsvej O2 mellem Helsingørmotorvejen primærrute 19 og Svanemøllen åbner for trafik.[11]

## Årsdage
- 31. oktober - Reformationsjubilæet – fejringen af 500-året for indledningen af reformationen af Martin Luther, med sine opslag på døren til slotskirken i Wittenberg, 31. oktober 1517.

## Nobelprisen
- Medicin: Jeffrey Hall, Michael Rosbash og Michael Young for opdagelser inden for molekylære mekanismer, der kontrollerer den cirkadiske rytme.
- Fysik: Rainer Weiss, Barry C. Barish og Kip S. Thorne for at bevise Einsteins teori om gravitationsbølger.
- Kemi: Jacques Dubochet, Joachim Frank og Richard Henderson for udvikling af kryo-elektronmikroskopi til strukturbestemmelse af biomolekyler i høj opløsning.
- Fredsprisen: ICAN for at skabe opmærksomhed på de fatale konsekvenser, som brug af atomvåben har, og for dens indsats for et forbud mod brugen af sådanne våben.
- Økonomi: Richard H. Thaler for hans bidrag til adfærdsøkonomien.
- Litteratur: Kazuo Ishiguro som i sine roman med stor følelsesmæssig kraft har afsløret afgrunden under vores illusoriske forbindelse med verden.

## Politik
- 20. januar – Donald Trump efterfølger Barack Obama og indsættes som USA's 45. præsident efter valget i november 2016.
- 15. marts – Næste hollandske parlamentsvalg
- 23. april – præsidentvalget i Frankrig.
- 1. juli – Estland overtager formandskabet fra Malta i Den Europæiske Union
- 17. eller 24. september er der valg i Tyskland til Forbundsdagen (Bundestag).
- 21. november – Kommunal- og Regionsrådsvalg i Danmark.

## Økonomi
- De syv lande i det overnationale fællesskab BIMSTEC vil indføre en frihandelszone. Landene er Bangladesh, Indien, Myanmar, Sri Lanka, Thailand, Bhutan og Nepal.

## Sport
- 7. maj - Györi ETO KC vinder EHF Champions League i håndbold for kvinder efter sejr med 31-30 over ŽRK Vardar.
- 3. juni - Real Madrid bliver den første klub, der genvinder Champions League i fodbold, da holdet besejrer Juventus FC i finalen med 4-1.
- 4. juni - RK Vardar vinder Champions League i håndbold for herrer efter sejr med 24-23 over Paris SG.

## Musik

### Melodi Grand Prix
- 13. maj – Portugal vinder årets udgave af Eurovision Song Contest med sangen "Amar pelos dois" af Salvador Sobral. Konkurrencen blev dette år afholdt i Kyiv, Ukraine.

### Klassisk musik
- 3. december – Frederik Magles fanfare for to trompeter og orgel, Den yndigste rose, bliver uropført i Sankt Pauls Kirke (København) i anledning af kirkens 140-års jubilæum og genindvielsen af tårnet.[12]

## Billeder
- Hemmeligstemplede dokumenter om Mata Haris henrettelse offentliggøres
- Hemmeligstemplede regeringsdokumenter om John F. Kennedys attentat offentliggøres
- Fejringen af 500-året for indledningen af reformationen grundlagt af Martin Luther